# Грузинські поселення на Полтавщині
Грузинські поселення на Полтавщині — поселення грузинів у 1-й половині XVIII століття на території історичної Полтавщини.
Згідно з указом імператриці Анни Іванівни від 25 березня 1738 року на території Полтавського, Миргородського, Лубенського та Прилуцького полків було виділено землі для поселення солдатів Грузинського гусарського полку, який діяв у складі російської армії, — загалом 2 305 родин. До Російської імперії вони прибули з грузинським царем Вахтангом.
Поселилися грузини на Полтавщині в 1740-х роках, зокрема в Старих і Нових Санжарах, Кобеляках, Келеберді, Великих Будищах, Біликах, Пирятині, Миргороді, Хоролі, Чорнухах, Багачці, Устивиці, Лохвиці та інших. Серед них були Давид Ґурамішвілі, який одержав земельні наділи у місті Миргороді й у селі Зубівці.
З грузинських поселень на Полтавщині вийшли:
- грузинський поет XVIII століття Джавахішвілі;
- герої франко-російської війни 1812 року П. С. Жевахов, І. С. Жевахов та С. С. Жевахов.

Відомими нащадками грузинських поселенців були:
- український поет О. П. Стороженко (1805—1874);
- декабристи М. І. Лорер (1795—1873); О. С. Гангеблов (1801—1891), Е. О. Канчіалов;
- фольклорист М. А. Цертелєв (1790—1869);
- громадський діяч З. С. Хедхеулідзев (1805—1856);
- учений і літератор Д. О. Ерістов (1797—1858).

З грузинськими поселеннями на Полтавщині пов'язана діяльність грузинського поета XVIII століття Дмитра Саакадзе.
Грузинські поселення на Полтавщині залишили слід і в топоніміці Полтавщини: Грузинівка, Грузинські хутори, Грузинівський хутір, Гуржії, Ревазівка, Ратіївщина та інші.